# Svjetsko prvenstvo u rukometu za žene – Norveška 1993.
Svjetsko prvenstvo u rukometu za žene 1993. održano je u Norveškoj od 24. studenoga do 5. prosinca 1993. godine.

## Konačni poredak
- Zlato: Njemačka
- Srebro: Danska
- Bronca : Norveška

## Vanjske poveznice
- www.ihf.info - SP 1993